# Ki Tavo
Ki Tavo ou Ki Savo selon la prononciation ashkénaze (כי תבוא — héb pour “lorsque tu entreras,” les premiers mots de la parasha) est la 50e section hebdomadaire du cycle annuel de lecture de la Torah et la septième du Livre du Deutéronome.
Elle correspond à Deutéronome 26:1-29:8. Les Juifs de la Diaspora la lisent généralement en septembre.

## Résumé
Moïse prescrit aux enfants d'Israël de présenter, une fois rentrés en terre promise, les prémices de leurs récoltes une fois par an, et de faire une déclaration qui résume l'histoire du peuple, depuis ses débuts (Arami obed avi, que certains commentateurs comprennent comme signifiant « un Araméen chassa mon père », le rapportant aux relations entre Jacob et Lavan, tandis que d'autres lisent « Un Araméen errant fut mon père » et le rapportent à Jacob voire à Abraham) jusqu'à ce jour où ils s'apprêtent à traverser le Jourdain. Dès leur arrivée, ils doivent dresser au point de passage du Jourdain des stèles portant le texte de la Torah et y amener des offrandes sur un autel de pierre non taillée. Une partie des tribus devra ensuite monter sur le mont Ebal, l'autre sur le mont Garizim afin d'y proclamer les malédictions qu'ils appellent sur eux-mêmes en cas de non-respect de la Torah, et les bénédictions dont ils bénéficieront lorsqu'ils obéissent à Dieu.

### Divisions de la parasha lors de la lecture complète
La lecture de la parasha à la synagogue le sabbath est traditionnellement divisée en sept sections, pour lesquelles un membre différent de la congrégation est appelé à lire. La première lecture, le rishon, échoit traditionnellement à un cohen, la seconde, appelée sheni, à un levi, les suivantes à un israël (ni cohen ni levi). La septième section comporte une sous-section, le maftir, qui est lu par la personne qui lira ensuite la haftara.
Les sections de la parashat Ki Tavo sont:
- rishon:
- sheni:
- shlishi:
- revi'i:
- hamishi:
- shishi:
- shevi'i:
  - maftir:

### Divisions de la parasha lors de la lecture abrégée
Une lecture publique de la parasha fut instaurée par Ezra le Scribe le lundi et le jeudi à la synagogue. Cette lecture, sensiblement plus courte, ne comprend que trois sections, la première réservée au cohen, la seconde au levi, la troisième à un israël
- Section du cohen[3]:
- Section du levi[3]:
- Section de l'israël[3]:

### Maqam
Un maqam est un système de modes musicaux utilisé dans la musique arabe mélodique classique. Les juifs originaires des pays orientaux (Afrique du Nord, Syrie) s'en sont inspirés, et adaptent la mélodie de la liturgie du Shabbat en fonction du contenu de la parasha de cette semaine. Ils emploient 10 maqam différents, possédant chacun son usage propre.
Le maqam utilisé lors du sabbath au cours duquel on lit la parashat Ki Tavo est le Maqam Sigah, pour marquer la lecture de la Torah qui devra se faire une fois le Jourdain traversé.

## Commandements
La Torah comporte, selon la tradition rabbinique, 613 prescriptions. Différents sages ont tenté d'en établir un relevé dans le texte biblique.
Selon deux de célèbres, le Sefer Hamitzvot de Moïse Maïmonide et le Sefer HaHinoukh, la parashat Ki Tavo comporte 3 prescriptions positives et 3 négatives:
- Il est obligatoire de faire une déclaration solennelle lors de l'offrande des prémices (Dt 26,5.)
- Il faut déclarer solennellement devant Dieu, dans Son sanctuaire, que l'on a sorti de sa maison tous les prélèvements qu'Il a prescrits (Dt 26,13.)
- Il est interdit de consommer la seconde dîme en état d'impureté, même à Jérusalem (Dt 26,14.)
- Il est interdit de consommer la seconde dîme pendant son deuil (Dt 26,14.)
- Il est interdit de dépenser l'argent de rachat de la seconde dîme pour tout usage autre que la nourriture ou la boisson (Dt 26,14.)
- Il faut suivre les voies de Dieu, c'est-à-dire la voie de la droiture et de la bonté avec nos semblables dans toute entreprise (Dt 28,9.)

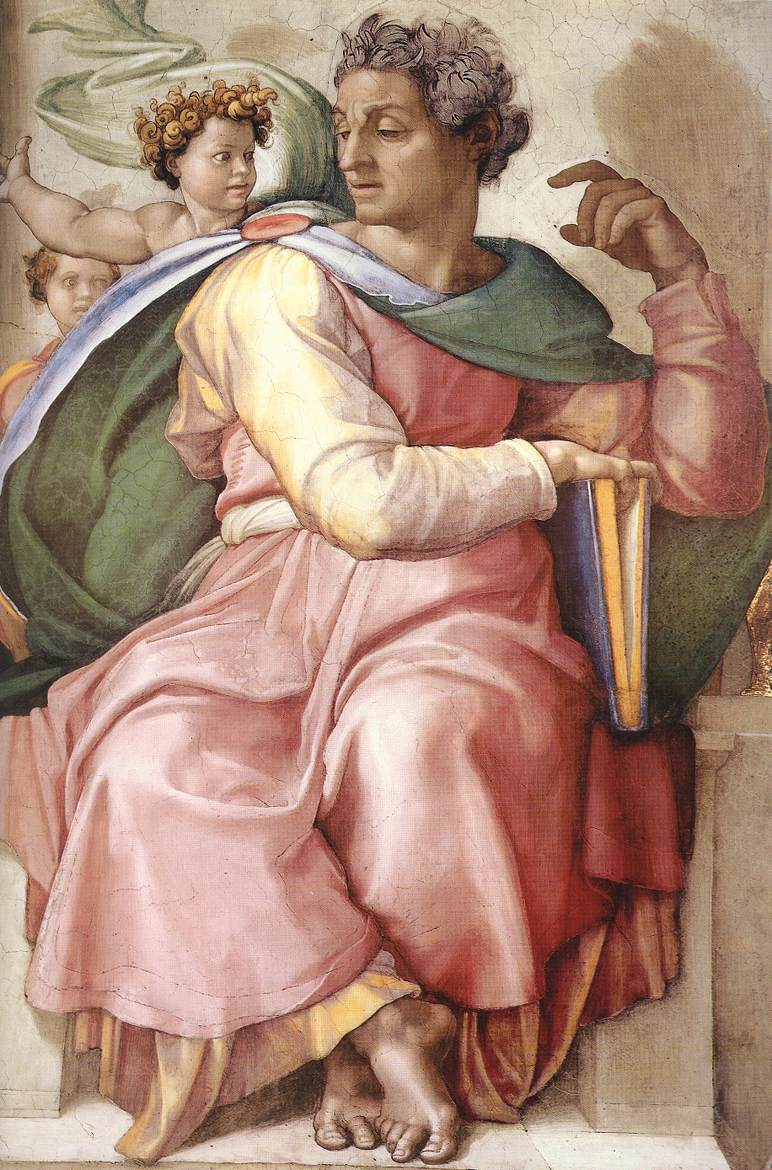
Isaïe (fresque de Michelangelo)

## Haftara
La haftara est une portion des livres des Neviim ("Les Prophètes") qui est lue publiquement à la synagogue après la lecture de la Torah. Elle présente généralement un lien thématique avec la parasha qui l'a précédée.
La haftara pour la parashat Shoftim est Isaïe 60:1–22. Elle ne fait pas immédiatement référence à la parasha, mais à la consolation du peuple à la suite de la destruction des Temples. C'est la sixième des sept haftarot de consolation, aboutissant à Rosh Hashana, le Nouvel An juif.